# Francis Pettit Smith
Pour les articles homonymes, voir Smith.
Sir Francis Pettit Smith (9 février 1808 - 12 février 1874) est un inventeur anglais qui, à côté du Français Frédéric Sauvage ou du Suédois  John Ericsson, est donné comme étant l'inventeur de l'hélice de bateau. Il participa à la construction du premier bateau à vapeur propulsé par une hélice, le SS Archimedes (en).

## Jeunesse
Francis Pettit Smith est né à Hythe dans le Kent où son père était receveur de la poste. Après une scolarité à Ashford, il s'installa comme fermier à Romney Marsh puis à Hendon dans le Middlesex.

## Carrière
Durant son enfance, il acquit une grande habileté à produire des maquettes de navires et s'intéressa à leur propulsion. En 1835, il construisit un modèle réduit de bateau propulsé par une vis d'Archimède actionnée par un ressort. Les performances furent telles que Smith fut convaincu personnellement de la supériorité de l'hélice sur la roue à aubes.
En 1836, il construit un prototype de 6 tonneaux qui à la suite d'un accident de navigation casse en deux la vis d'Archimède qui le propulsait ce qui permet à Smith de découvrir accidentellement, par sérendipité, le principe de l'hélice à pales.
En 1839, son S.S. Archimedes de 237 tonneaux est le premier bateau à hélice. Il atteint 9 nœuds
En 1841, il persuade Isambard Kingdom Brunel d'adopter ce mode de propulsion pour son S.S. Great Britain, le premier transatlantique (10 nœuds).